# Kanton Digne-les-Bains-1
Digne-les-Bains-1 is een kanton van het Franse departement Alpes-de-Haute-Provence. Het kanton maakt deel uit van het arrondissement Digne-les-Bains.
Het kanton telde 12.632 inwoners op 1 januari 2022.
Het kanton werd gevormd ingevolge het decreet van 24 februari 2014 met uitwerking op 22 maart 2015.

## Gemeenten
Het kanton omvat volgende gemeenten:
- Digne-les-Bains  (hoofdplaats)  (noordelijk deel)
- Entrages
- Le Castellard-Mélan
- Hautes-Duyes
- Marcoux
- La Robine-sur-Galabre
- Thoard